# Castelfranco in Miscano
Castelfranco in Miscano är en ort och kommun i provinsen Benevento i regionen Kampanien i Italien. Kommunen hade 864 invånare (2017).